# Erytryna zmienna
Erytryna zmienna (Erythrina variegata) – gatunek rośliny z rodziny bobowatych. Pochodzi z obszaru Oceanu Indyjskiego, od zachodniej Afryki poprzez południowe Indie i Cejlon, po północną Australię i Fidżi.

## Morfologia
PokrójDrzewo osiągające do 20 m wysokości. Gałęzie pokryte kolcami.
LiścieNaprzemianległe,  potrójne, szerokie, sercowate, o długości do 20 cm. Niekiedy unerwienie żółtawe. Zrzucane w czasie suszy.
KwiatyJaskrawoczerwone, w wiechach o długości do 20 cm, zazwyczaj przed pojawieniem się liści.
OwoceKiełbaskowate, długości do 40 cm. Nasiona do około 3 mm

## Zastosowanie
- Sadzony jako drzewo ozdobne.
- Jest uprawiany jako drzewo osłonowe na plantacjach kawy i kakao[5], w Indiach także betelu, pieprzu i wanilii[6].
- Liście stanowią doskonałą paszę dla zwierząt.

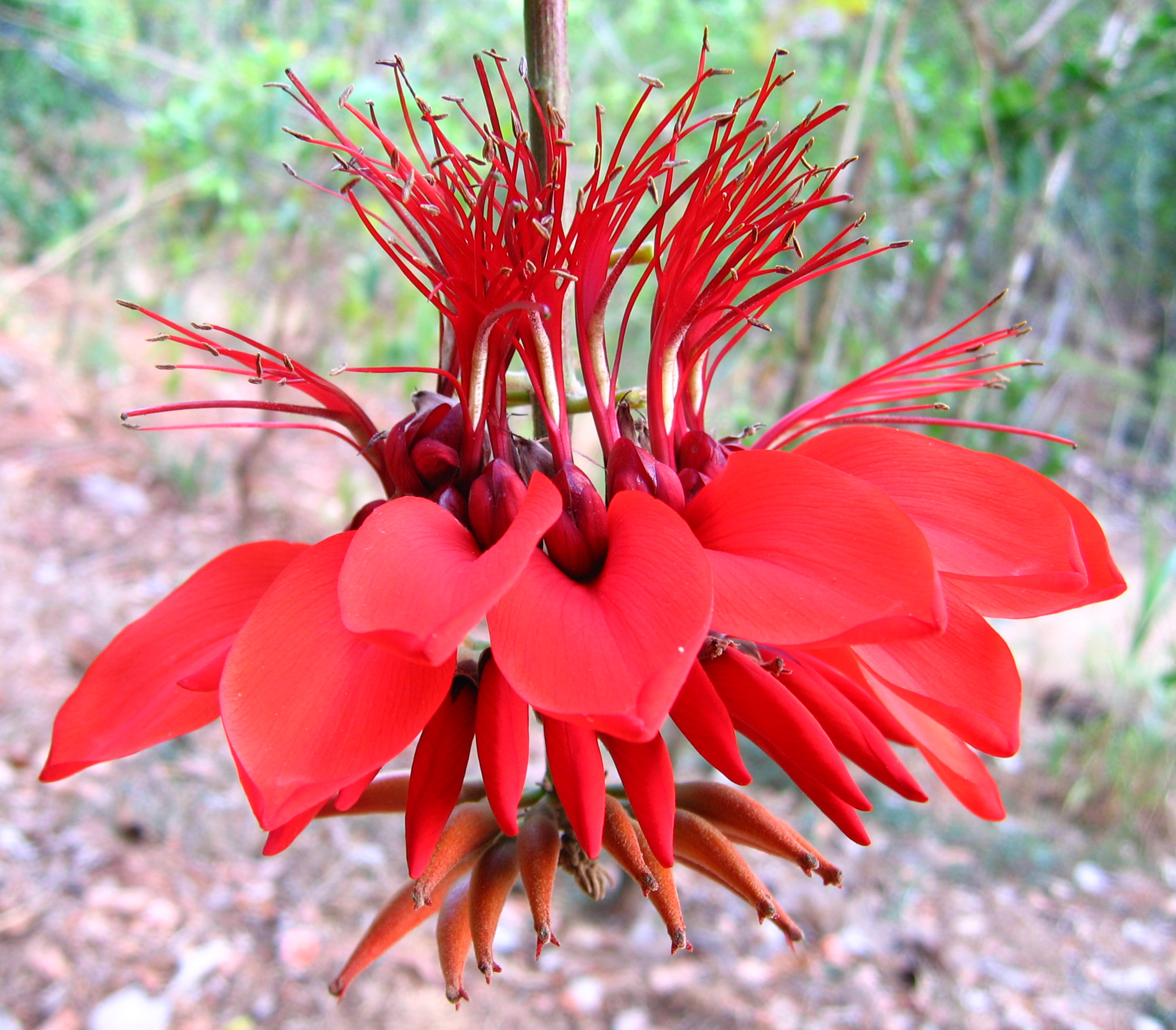
Zbliżenie kwiatu